# 罗基亚格
罗基亚格（法語：Roquiague，法語發音：[ʁɔkjaɡ]）是法国大西洋比利牛斯省的一个市镇，位于该省中部略偏南，属于奥洛龙-圣玛丽区和巴斯克地区城市公共社区。

## 地理
罗基亚格（43°11'27"N, 0°50'24"W）面积10.44 平方千米，位于法国新阿基坦大区大西洋比利牛斯省，该省份为法国东南部省份，涵盖了贝阿恩与北巴斯克，西临大西洋比斯開灣，北至朗德省，东北接热尔省，东临上比利牛斯省，南与西班牙接壤。
与罗基亚格接壤的市镇（或旧市镇、城区）包括：巴尔屈斯、谢罗特、戈坦-利巴朗克斯、莫莱翁-利沙尔、芒迪特、索吉圣埃蒂安。
罗基亚格的时区为UTC+01:00、UTC+02:00（夏令时）。

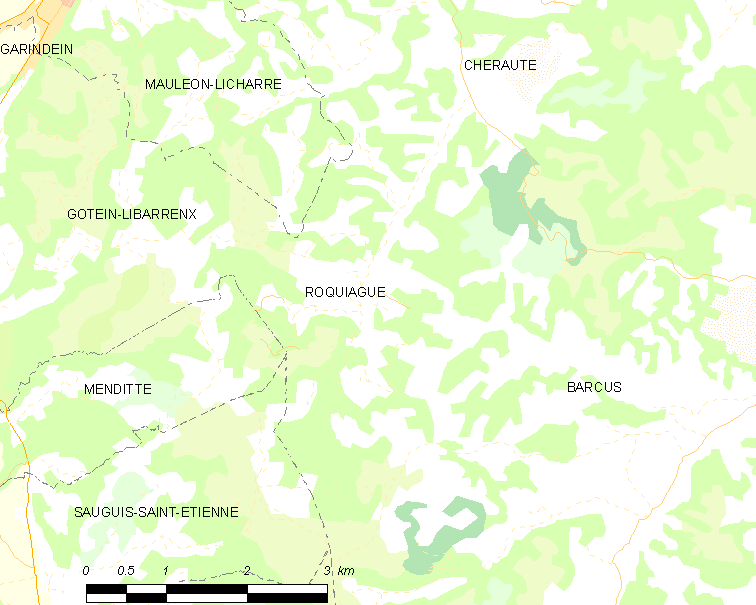
罗基亚格的OSM定位图

## 行政
罗基亚格的邮政编码为64130，INSEE市镇编码为64468。

## 政治
罗基亚格所属的省级选区为巴斯克山地县。

## 人口

1962-2008年间罗基亚格人口变化图示

罗基亚格于2022年1月1日时的人口数量为121人。